# تخزين الطاقة في المنزل

عرض لنوع من بطاريات المنزل.

تخزين الطاقة في المنزل يتم تخزين الطاقة في المنزل محليا عن طريق أجهزة لتخزين الطاقة الكهربائية واستهلاكها لاحقا. منتجات تخزين الطاقة الكهروكيميائية والمعروفة أيضًا باسم «نظام تخزين طاقة البطارية» (أو "BESS" للاختصار)، في الحقيقة هي عبارة عن بطاريات قابلة لإعادة الشحن، تعتمد هذه البطاريات عادة على ليثيوم أيون أو حمض الرصاص الذي يتحكم فيه الكمبيوتر باستخدام برنامج ذكي للتعامل مع الشحن ودورات التفريغ. حيث تقوم الشركات أيضًا بتطوير تقنية بطاريات تدفق أصغر للاستخدام المنزلي. باعتبارها تقنيات تخزين الطاقة المحلية للاستخدام المنزلي، فهي صغيرة لتخزين طاقة الشبكة القائمة على البطاريات بالإضافة إلى أنها تدعم مفهوم التوليد الموزع. عند إلحاقها بتوليد الطاقة في الموقع، ويمكنها القضاء فعليًا على انقطاع التيار الكهربائي في نمط الحياة خارج الشبكة.

## طرق التشغيل

### توليد الطاقة في الموقع
عادة ما تنشأ الطاقة المخزنة من الألواح الشمسية الكهروضوئية في الموقع والتي يتم توليدها خلال ساعات النهار والكهرباء المخزنة المستهلكة بعد غروب الشمس وعندما يصل الطلب المحلي على الطاقة ذروته في المنازل الشاغرة خلال النهار. تعتبر توربينات الرياح الصغيرة أقل شيوعًا ولكنها لا تزال متاحة للاستخدام المنزلي كمكمل أو بديل للألواح الشمسية.
تعتبر السيارات الكهربائية المستخدمة خلال أيام الأسبوع والتي تحتاج إلى إعادة الشحن بين فترة وأخرى  مناسبة تمامًا لتخزين الطاقة المنزلية في المنازل مع الألواح الشمسية وبالتالي يؤدي إلى انخفاض استهلاك الكهرباء في ساعات النهار.
ويمكن أيضا برجمة الوحدات لاستغلال فرق تسعيرة الكهرباء وتوفير طاقة بسعر أقل خلال ساعات انخفاض الطلب حيث تكون سبع ساعات من الساعة 12:30 صباحًا في حالة تسعيرة الاقتصاد البريطاني  للاستهلاك عندما تكون الأسعار أعلى.
سيتم حجز تيار التسعيرات الذكية الناشئة عن الانتشار المتزايد للعدادات الذكية بشكل متزايد مع أجهزة تخزين الطاقة المنزلية لاستغلال الأسعار المنخفضة خارج أوقات الذروة  وتجنب الأسعار العالية لطاقة في أوقات ذروة الطلب.

## الإيجابيات

### التغلب على خسائر الشركة
نقل الطاقة الكهربائية من محطات الطاقة إلى المراكز السكانية غير فعال بطبيعته بسبب خسائر النقل في الشبكات الكهربائية  لا سيما داخل التجمعات السكانية الكثيفة الفقيرة للطاقة حيث يصعب تحديد مواقع محطات الطاقة. لذلك من خلال السماح باستهلاك نسبة أكبر من الكهرباء المولدة في موقع توليد الطاقة، بدلاً من تصديرها إلى شبكة الطاقة الكهربائية يمكن لأجهزة تخزين الطاقة المنزلية أن تقلل من عدم كفاءة نقل الطاقة الكهربائية.

### دعم طاقة الشبكة الكهربائية
يمكن فعليا طلب أجهزة تخزين الطاقة المنزلية من خلال توصيلها بخادم عبر الإنترنت، لتقديم خدمات قصيرة المدى جدًا لشبكة الطاقة الكهربائية: -
- انخفاض ضغط الطلب في ساعة الذروة يوفر استجابة قصيرة للطلب خلال فترات ذروة الطلب مما يقلل الحاجة إلى الوقوف بشكل غير فعال لمولدات التوليد القصير مثل مولدات الديزل.
- تصحيح التردد ويقصد به توفير تصحيحات قصيرة المدى للغاية مما يؤدي للحفاظ على تردد التيار الكهربائي ضمن التفاوتات المطلوبة من قبل أجهزة التنظيم (على سبيل المثال، 50 هرتز أو 60 هرتز +/- ن٪).[5]

### تقليل الاعتماد على الوقود الأحفوري
بناءً على الايجابيات المذكورة أعلاه وقدرتها على زيادة كمية الطاقة الشمسية المستهلكة في موقع التشغيل فإن الأجهزة تقلل من كمية الطاقة المولدة باستخدام الوقود الأحفوري  أي الغاز الطبيعي والفحم والزيت والديزل.

## السلبيات

### التأثير البيئي للبطاريات
يصعب إعادة تدوير بطاريات الليثيوم أيون  ويكثر استخدامها بسبب دورة الشحن العالية نسبيًا ونقص تأثير الذاكرة
تعتبر بطاريات الرصاص الحمضية أسهل  في إعادة التدوير ونظرًا لارتفاع سعر إعادة بيع الرصاص فإن 99٪ من البطاريات المباعة في أسواق الولايات المتحدة يتم إعادة تدويرها. فهي تتميز بعمر إنتاجي أقصر بكثير من بطارية الليثيوم أيون ذات السعة المشابهة وأيضا لأن دورة شحنها قليلة مما يؤدي إلى التقليل من التأثير البيئي إضافة إلى أن معدن الرصاص يعد من المعادن الثقيلة السامة لاحتوائها على حمض الكبريت الموجود في الإلكترو ليت الذي يؤثر بشكل كبير على البيئة.

#### دورة الحياة الثانية للبطاريات
لحل مشكلة التأثير البيئي للبطاريات يقوم بعض مصنعي البطاريات بزيادة العمر الإنتاجي للبطاريات المستعملة المأخوذة من السيارات الكهربائية في حالة أن الخلايا الكهربائية لا تمتلك شحنة كهربائية كافية وعلى الرغم من انتهاء صلاحية استخدام السيارات الكهربائية إلا أنها سوف تعمل بشكل جيد في أجهزة تخزين الطاقة المنزلية وتعد شركة نيسان وبي أم دبليو وباورفاولت مثال على الشركات المصنعة لهذه البطاريات.

#### بطاريات المياه المالحة
يمكن الاعتماد على بطاريات المياه المالحة في أجهزة تخزين الطاقة المنزلية لأن لها تأثير أقل على البيئة لقلة احتوائها على معادن ثقيلة سامة وسهولة إعادة تدويرها.
ولكن مع الأسف لم يعد يتم إنتاج بطاريات المياه المالحة على المستوى التجاري بسبب إفلاس شركة أكيون لطاقة.

## البدائل أو المكملات

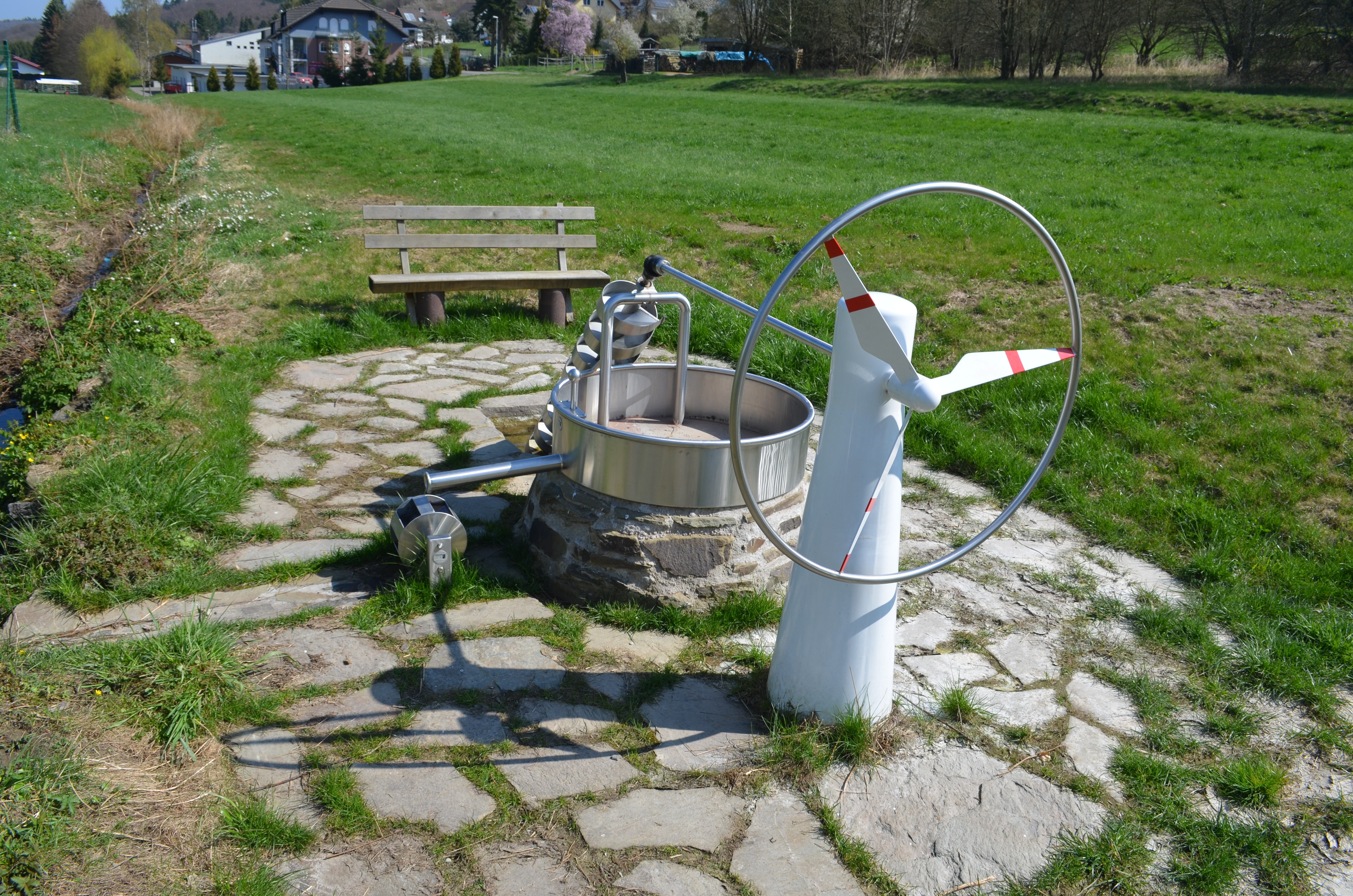
بيكو هيدرو

يتم استخدام نظام تخزين من خلال إصدار الطاقة من خزانات تخزين الطاقة والمولدات الصغيرة ومن الممكن أن يكون توليد الطاقة المائية فعالا لأجهزة تخزين الطاقة المنزلية ذات الحلقة المغلقة.
يعد سخان التخزين أو بنك التسخين الأسترالي سخان كهربائي يخزن الطاقة الحرارية في فترة المساء أو في الليل عندما تتوفر الكهرباء بسعر أقل ويصدر الحرارة أثناء النهار حسب الحاجة.
تعد المراكم مثل خزان تخزين الماء الساخن مثال آخر لخزانات التسخين ولكنها تخزن الماء الساخن بشكل خاص لاستخدامها فيما بعد.